# Tatsuo Itoh
Tatsuo Itoh (Tokyo, Japó; 5 de maig de 1940) és actualment Distinguished Professor and Northrop Grumman Endowed Chair in Electrical Engineering de la Universitat de Califòrnia a Los Angeles (UCLA), on imparteix docència i porta a terme una intensa activitat de recerca en el camp de l'enginyeria de radiofreqüència i microones i de les telecomunicacions en general.

## Biografia
Tasuo Itoh va obtenir la llicenciatura i el màster d'Enginyeria Elèctrica a la Universitat Nacional de Yokohama (Japó) el 1964 i el 1966, respectivament. Tres anys després (1969) es va doctorar per la Universitat d'Illinois a Urbana-Champaign (EUA), amb la tesi titulada Sub-Optical Resonators with Grating Mirrors. Durant la seva estança a Illinois, fins al 1976, va generar un elevat nombre d'articles científics sobre tècniques d'anàlisi de línies de transmissió. Entre aquests treballs de referència, destaquen les seves aportacions a l'anàlisi i caracterització de la dispersió a alta freqüència en línies de transmissió mitjançant tècniques basades en el domini espectral.
Després de passar per l'Stanford Research Institute, on va treballar en circuits actius (amplificadors en banda C per a enllaços de microones) i per la Universitat de Kentucky (on va reprendre les seves activitats orientades a l'anàlisi de línies de transmissió), l'any 1978 va obtenir una plaça de professor associat a la Universitat de Texas a Austin, i tres anys més tard es va convertir en catedràtic. En aquesta universitat va treballar principalment en circuits integrats de microones i ones mil·limètriques. Durant la seva estada a la Universitat de Texas a Austin va publicar prop de noranta articles i va supervisar més de vint estudiants de doctorat. A més, entre 1982 i 1985 va ser director de la revista de referència en enginyeria de microones IEEE Transactions on Microwave Theory and Techniques (revista en la qual ha publicat més de 230 articles), i l'any 1990 va ser president de l'IEEE Microwave Theory and Techniques Society, una de les societats del centenari Institute of Electrical and Electronics Engineers (IEEE).
L'any 1991 Tatsuo Itoh es va traslladar a la Universitat de Califòrnia a Los Angeles (UCLA) on va liderar una intensa activitat de recerca en diversos camps (antenes actives, components superconductors de microones, mètodes analítics, etc.). A Tatsuo Itoh i al seu equip investigador es deuen els treballs pioners relatius a l'aplicació de les PBG en circuits de microones (passius i actius), antenes i superfícies selectives en freqüència.
Tatsu Itoh és autor de 48 llibres o capítols de llibre, més de 440 articles, 880 comunicacions a congressos, ha dirigit 80 tesis i ha obtingut diverses patents.

## Premis i honors
- Doctor Honoris Causa per la Universitat Autònoma de Barcelona (2015)[3]
- Member of National Academy of Engineering (2003)
- IEEE Distinguished Microwave Lecturer (2004–06)
- IEEE Distinguished Microwave Educator Award (2000)
- IEEE Electromagnetics Award (2018)
- Nikola Tesla Award (2001)
- IEEE Third Millennium Medal (2000)
- Japan Microwave Prize (1998)
- Shida Rinzaburo Award from the Japan Ministry of Post & Telecommunications (1998)
- Distinguished Alumnus Award, Electrical and Computer Engineering Department, University of Illinois at Urbana-Champaign (1999)

## Llibres
- T. Itoh, editor, Planar Transmission Line Structures IEEE Press, NY,[4] 1987.
- T. Itoh, editor, Numerical Techniques for Microwave and Millimeter-wave Passive Structures Wiley, NY,[5] 1989.
- T. Itoh, G. Pelosi, and P. P. Silvester, editors, Finite Element Software for Microwave Engineering, Wiley, NY,[6] 1996.
- T. Itoh and B. Houshmand, Time-Domain Methods for Microwave Structures: Analysis and Design, Wiley NY, 1998[7] 1998
- T. Itoh, G. Haddad, and J. Harvey, editors, RF Technologies for Low Power Wireless Communications Wiley Inter-Science,[8] 2001.
- C. Caloz and T. Itoh, Electromagnetic Materials, Wiley-IEEE Press,[9] 2005.